# 亞當·斯托克
亞當·斯托克（Adam J. Storke，1962年8月18日—）是美國的一位演員，出演過多部電影和電視劇。

## 外部連結
- Adam Storke在互联网电影资料库（IMDb）上的資料（英文）